# Chiesa dei Santi Pietro e Paolo (Tronzano Vercellese)
La chiesa dei Santi Pietro e Paolo è la parrocchiale di Tronzano Vercellese, in provincia e arcidiocesi di Vercelli; fa parte del vicariato di Santhià.

## Storia
La primitiva parrocchiale di Tronzano, forse anch'essa intitolata ai santi Pietro e Paolo, sorse nel XIII secolo lì dove oggi si trova la chiesetta di San Martino.
All'inizio del XV secolo la chiesa fu restaurata a spese dei fedeli; il signorotto locale Ricardino de Castello, commosso dal nobile gesto dei fedeli, decise di donare al comune il giuspatronato della parrocchia.
Nel 1732 fu demolita la chiesa medievale e venne posta la prima pietra di quella attuale; i lavori di costruzione della nuova parrocchiale terminarono nel 1752.
La consacrazione venne impartita nell'autunno del 1766 dall'arcivescovo di Vercelli Gian Pietro Solaro.
Le due statue laterali della facciata furono collocate nel 1866, quella centrale nel 1902.
Nel 2012 la facciata della chiesa venne ristrutturata.

## Descrizione

### Esterno
La facciata della chiesa è divisa in due registri da una cornice marcapiano; l'ordine inferiore è caratterizzato da lesene aventi capitelli ionici, mentre quello superiore, al cui culmine vi è il timpano dentellato, da lesene con capitelli pseudocorinzi.
Il campanile, progettato dal cavalier Lorenzo Bernardino Pinto, è a pianta quadrata; la struttura è a mattoni faccia a vista fino alla cella campanaria, che è, invece, intonacata. Quest'ultima, presenta su ogni lato una monofora attorno alla quale vi sono due lesene. Al termine della torre c'è la guglia bombata, che è caratterizzata dalla copertura in metallo.

### Interno
L'interno è ad un'unica navata con cappelle laterali; il soffitto è a botte e presenta unghiature a vela e lunette. A conclusione dell'aula vi è il presbitero, chiuso dall'abside semicircolare